# 豆塚神社
豆塚神社（まめづかじんじゃ）は、静岡県伊豆の国市にある神社。狩野川を挟んだ南東・寺家地区にある守山八幡宮と共に、式内社である石徳高神社（いわとこたけじんじゃ）の後継神社の1つである。

## 概要
北條寺をはじめとして北条義時と縁が深い江間地区の、北江間・南江間の狭間、県道134号（いちご街道）沿いに鎮座している。
元々は南方の大男山（雄徳山、おとこやま）頂上に石徳高神社（いわとこたけじんじゃ）として鎮座していたが、狩野川の流れによって地域が分断されたことに伴い、江間郷と北条郷（守山）に別々に分祠されるようになった。
江間郷においては、（現・江間料金所付近である）丸山などを経て、北条義時によって現在地・豆塚へと遷座され、豆塚大明神と称されるようになったとされる。
1873年（明治6年）9月に郷社に指定。

## 祭神
- 石徳高命